# Harry Goldstein
Harry (Heimann) Goldstein (* 20. Juli 1880 in Waldenburg, Landkreis Waldenburg i. Schles., Provinz Schlesien; † 10. Juni 1977 in Hamburg) war ein deutscher Kaufmann und Vorsitzender der Jüdischen Gemeinde in Hamburg.

## Leben und Wirken
Harry Goldsteins Familie stammte aus Posen und galt als strenggläubig jüdisch. Goldstein besuchte das städtische Gymnasium und eine Handelsschule. Nach einer kaufmännischen Ausbildung arbeitete er im Herrenbekleidungsgeschäft seines Vaters. 1907 ging die Familie nach Hamburg, wo Goldstein als Handelsvertreter arbeitete. Während des Ersten Weltkriegs leistete er ab 1914 Kriegsdienst im Infanterie-Regiment „Hamburg“. Für seine Leistungen erhielt er das Hamburgische Hanseatenkreuz und das Eiserne Kreuz II. Klasse. Nach Kriegsende kehrte er 1919 nach Hamburg zurück, wo er wieder als Handelsvertreter arbeitete. Im selben Jahr heiratete er Clara Rohweder. Seine Ehefrau stammte aus Hamburg und war kurz vor der Heirat zum Judentum konvertiert.
Goldstein engagierte sich im Reichsbund jüdischer Frontsoldaten, der insbesondere antisemitischen Angriffen entgegentreten wollte. 1919 gründete er die Hamburger Ortsgruppe mit und leitete sie, bis sie aufgelöst wurde. Nachdem ihm sein Arbeitgeber im Sommer 1934 gekündigt hatte, widmete sich Goldstein der Verwaltung jüdischer Organisationen. Er beschäftigte sich hauptsächlich mit der sogenannten Sportgruppe „Schild“. Diese von Goldstein 1933 mitgegründete Organisation wollte junge Mitglieder körperlich stärken und charakterlich formen, damit sie zu „starken, bewussten deutschen Juden“ werden konnten. Die Gruppe entwickelte sich unter Goldsteins Leitung positiv und bot zahlreiche Aktivitäten an. 1939 wurden sowohl der Reichsbund als auch die Sportgruppe aufgelöst. Harry Goldstein bot anschließend weiterhin sportliche Aktivitäten an, engagierte sich aber immer mehr in der allgemeinen Wohlfahrtspflege des Jüdischen Religionsverbands in Hamburg, der 1943 von der Gestapo verboten wurde.
Harry Goldstein gehörte zu den wenigen Juden in Hamburg, die bis zu diesem Zeitpunkt noch nicht deportiert worden waren. Grund hierfür war oftmals, dass sie in sogenannten Mischehen lebten. Der einzige Sohn des Ehepaares, Heinz Goldstein, war bereits 1939 nach Schweden ausgewandert. Harry Goldstein betreute die verbliebenen Gemeindemitglieder. Da sie hoffte, eine drohende Deportation abwenden zu können, trat Goldsteins Ehefrau aus der Jüdischen Gemeinde aus.
Nach dem Ende der Zeit des Nationalsozialismus übernahm Goldstein die führende Rolle beim Wiederaufbau der Gemeinde. Die Eindrücke des erlittenen Unrechts hatten ihn stetig im jüdischen Glauben bestärkt, jedoch nicht dazu geführt, dass er sich von Deutschland lösen wollte. Er wollte dafür sorgen, dass Adolf Hitlers Absicht, „das Judentum in Europa zu vernichten“, nicht eintrete, so Goldstein. Am 18. September 1945 gehörte er zu den Neugründungsmitgliedern der Jüdischen Gemeinde, die nach seiner Ansicht allen Hamburgern offenstehen sollte, die sich zum jüdischen Glauben bekannten. Goldstein übernahm den Vorsitz eines zunächst vorübergehenden Vorstands und behielt diesen Posten zehn Jahre lang. In dieser Position organisierte er die Versorgung der körperlich schwachen und mittellosen Gemeindemitglieder. Goldstein setzte sich für die Wiedereinweihung der ehemaligen Stiftssynagoge ein, die sich im ehemaligen Oppenheimer-Stift befand. Er kümmerte sich um die Wiedereröffnung des Jüdischen Friedhof Ohlsdorf und versuchte, bereits vorhandene Gräbnisstätten zu schützen. Außerdem engagierte er sich für neue Alters- und Pflegeheime. In enger Kooperation mit der Notgemeinschaft der von den Nürnberger Gesetzen Betroffenen versuchte er, Probleme bei Fragen zu Wiedergutmachungen und Entschädigungen zu lösen.
Goldstein unterhielt Kontakte mit jüdischen Hilfsorganisationen aus dem angloamerikanischen Raum, die Niederlassungen in Hamburg eröffneten. Internationalen jüdischen Hilfsorganisationen versuchte er zu vermitteln, warum deutsche Juden weiterhin im „Land der Mörder“ blieben. Gemeinsam mit dem Zentralkomitee der befreiten Juden in der britischen Zone unter der Leitung von Josef Rosensaft, das beanspruchte, die Interessen jüdischer Personen alleine zu vertreten, setzte sich Goldstein selbstbewusst für die Interessen der in Neugründung befindlichen jüdischen Gemeinden ein. Ab Mai 1946 beteiligte er sich auch an entstehenden überregionalen Gruppen jüdischer Gemeinden in der Britischen Besatzungszone.
1946 wurde Goldstein in die Hamburgische Bürgerschaft berufen. Seit dem Neubau das Israelitischen Krankenhauses 1959/60 war er in führender Position Mitglied des Kuratoriums. Bei Einweihung der neuen Synagoge 1960 ernannte ihn die Jüdische Gemeinde zu ihrem Ehrenvorsitzenden. Goldstein hatte die Ämter als Mitglied des Vorstands und geschäftsführender Vorsitzender Ende 1955 aus Altersgründen niedergelegt. Bei Gründung der Gesellschaft für Christlich-Jüdische Zusammenarbeit in Hamburg gehörte er zu den Gründungsmitgliedern und übernahm bis Mai 1975 das Amt des stellvertretenden Vorsitzenden. Die Gesellschaft ernannte ihn daraufhin zum Ehrenmitglied. Goldstein setzte sich dafür ein, dass das Gedenken an die jüdischen Opfer des Nationalsozialismus in der Öffentlichkeit nicht verblasste. Dazu gehörte beispielsweise ein 1951 eingeweihtes Denkmal auf dem Jüdischen Friedhof Ohlsdorf. Er recherchierte die Namen jüdischer Opfer des Holocaust in Hamburg und ging dem bis ins Alter von über 80 Jahren nach. Das entsprechende Gedenkbuch wurde vom Hamburger Senat herausgegeben.
Harry Goldstein, der sich Hamburg trotz seiner Lebensgeschichte immer verbunden gefühlt hatte, starb am 10. Juni 1977.

## Ehrungen
1955 verlieh ihm die Stadt Hamburg die Silberne Medaille für treue Verdienste des Volkes. Seit 1956 war er Träger des Bundesverdienstkreuzes Erster Klasse.